# Nikolay Orlov
Nikolay Orlov (n. secolul al XIX-lea – d. secolul al XX-lea) a fost un luptător ce a reprezentat Imperiul Rus, medaliat olimpic. A participat la o ediție a Jocurilor Olimpice (1908) în care a câștigat o medalie de argint.